# Sant Llorenç dels Porxos
Sant Llorenç dels Porxos és una església del municipi de Castellar del Riu (Berguedà) inclosa en l'Inventari del Patrimoni Arquitectònic de Catalunya.

## Situació
Es troba a la part central-nord del terme municipal, encinglerada damunt d'un dels pollegons que s'aixequen al marge dret del torrent dels Porxos, als vessants meridionals dels Rasos de Peguera.

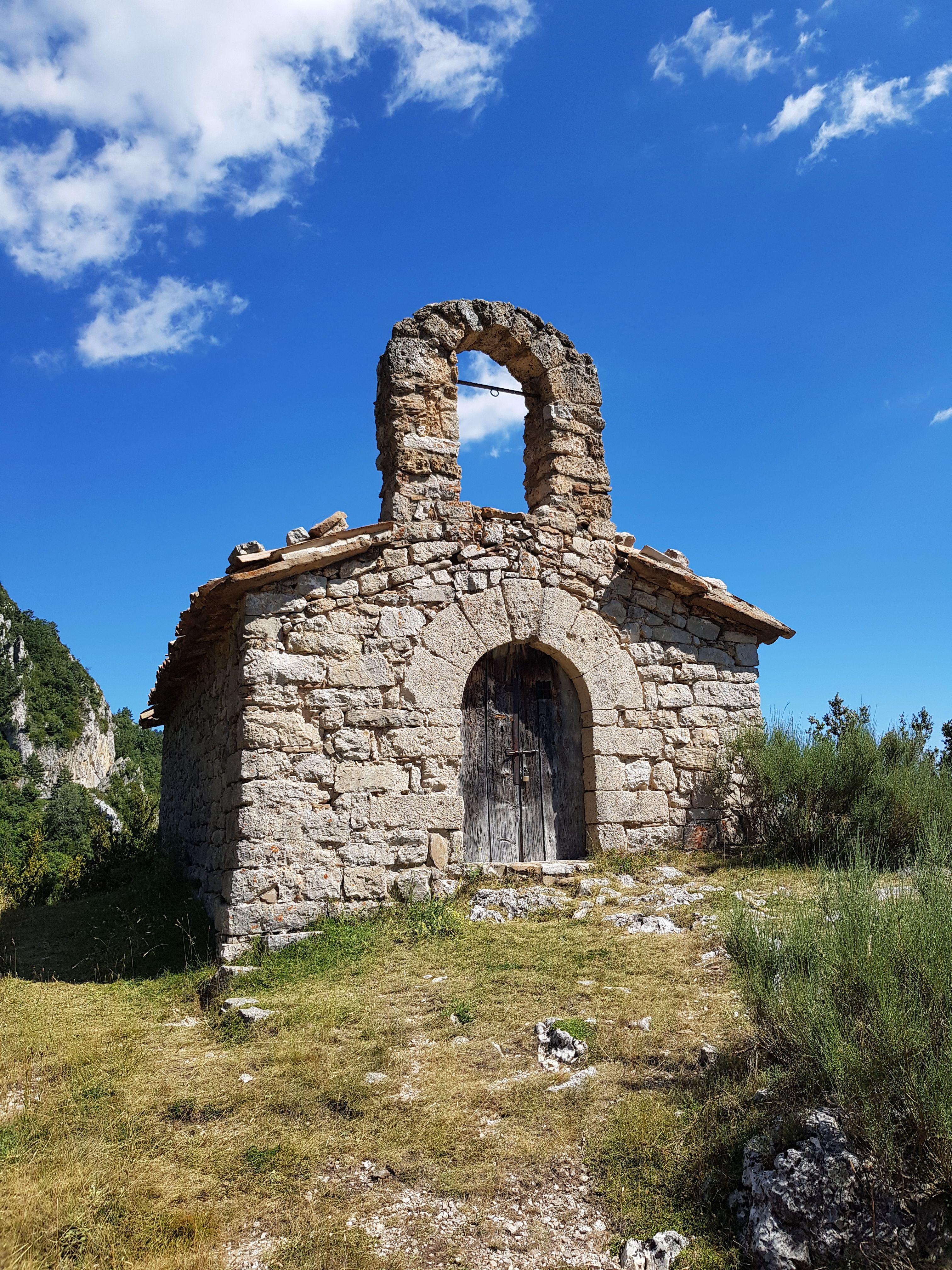
Vista frontal de la capella

S'hi va des de la carretera BV-4243 de Berga als Rasos. Al punt quilomètric 8,5 (42° 07′ 34″ N, 1° 45′ 55″ E / 42.126180°N,1.765197°E), un cop passat el Pas dels Lladres, es pren una pista a l'esquerra que mena a la masia dels Porxos. No està indicat i és probable que el camí tingui barrat el pas. Millor anar-hi a peu. La capella queda sota la masia. Un caminet ben fressat hi baixa.

## Descripció
Església romànica de reduïdes dimensions, molt senzilla i rústica. Consta d'una sola nau, orientada a llevant i rematada per un mur llis, sense absis. La nau és coberta amb volta de canó lleugerament apuntada. El parament exterior és molt senzill i força desendreçat; el portal de mig punt és fet amb grans dovelles i rematat per un campanar d'espadanya força gran però en molt mal estat. L'interior és totalment enguixat. La teulada és coberta a dues aigües de teula àrab.

## Història
Manquen notícies històriques referents a l'església de Sant Llorenç dels Porxos.